# Sacha Gervasi
Sacha Gervasi est un journaliste, réalisateur et scénariste anglais né en 1966 à Londres.

## Biographie
Alexander Sacha Simon Gervasi nait à Londres en 1966. Sa mère Milli Kasoy, est canadienne. Son père, Sean Gervasi, est américain. Ce dernier a été conseiller économique de John Fitzgerald Kennedy à la Maison-Blanche, était un expert en affaires yougoslaves  et a enseigné à l'Université d'Oxford, à la London School of Economics ainsi qu'à l'Université de Paris-Vincennes,.
Sacha Gervasi est éduqué à la prestigieuse Westminster School puis étudie l'histoire moderne au King's College de Londres. En 1981, il se lie d'amitié avec les membres du groupe de rock canadien Anvil durant leur passage à Londres le 21 septembre 1982. Il part alors en tournée avec le groupe comme roadie. Il collaborera également plusieurs fois avec le groupe Bush.

### Carrière
Il travaille pour le poète lauréat Ted Hughes à la Fondation Arvon, puis pour John Calder aux archives Samuel Beckett en vue d'une vente aux enchères chez Sotheby's en 1989.
En 1995, il déménage à Los Angeles pour étudier l'écriture de scénario à UCLA School of Theater, Film and Television, où il gagne le BAFTA/LA scholarship. En parallèle, il débute dans le journalisme en écrivant pour le Sunday Times, The Observer et Punch.
Il écrit ensuite avec Craig Ferguson le scénario du film The Big Tease, qui est porté à l'écran par Kevin Allen en 1999. Il coécrit ensuite Le Terminal qui sera mis en scène par Steven Spielberg en 2004 avec Tom Hanks. Cette histoire s'inspire de celle de Mehran Karimi Nasseri, qui a vécu de nombreuses années dans l'Aéroport de Paris-Charles-de-Gaulle. La même année sort Braquage à New York (Henry's Crime) de Malcolm Venville avec Keanu Reeves, James Caan et Vera Farmiga, coécrit avec David N. White.
En 2008, il réalise un documentaire sur le groupe Anvil, intitulé Anvil! The Story of Anvil. Ami de longue date du groupe, il retrouve ses membres après 20 ans pour tourner ce « rockumentary » dès novembre 2005. Le film est présenté au Festival du film de Sundance en janvier 2008 et remporte le Prix du Public au Festival du film de Sydney, au Los Angeles Film Festival et au Galway International Film Festival.
Michael Moore dit alors que c'est « le meilleur documentaire que j'ai vu depuis des années » et The Times que c'est « peut-être le meilleur film fait sur le Rock 'n' roll »,. Très apprécié par les critiques, le film remporte de nombreux autres prix dont celui du meilleur documentaire aux Independent Spirit Awards 2010.
Il réalise ensuite son premier long-métrage pour le cinéma, Hitchcock, qui sort en 2013. Adapté du livre Alfred Hitchcock and the Making of Psycho de Stephen Rebello, le film revient sur la période à laquelle Alfred Hitchcock a imaginé son film Psychose. Anthony Hopkins incarne le célèbre réalisateur britannique, Helen Mirren est son épouse Alma Reville, Scarlett Johansson est Janet Leigh. Jessica Biel, Danny Huston, Michael Stuhlbarg, James D'Arcy et Michael Wincott y sont également présents.

## Filmographie

### Réalisateur
- 2008 : Anvil! The Story of Anvil (documentaire)
- 2013 : Hitchcock
- 2017 : November Criminals
- 2018 : My Dinner with Hervé

### Scénariste
- 1999 : The Big Tease de Kevin Allen
- 2004 : Le Terminal (The Terminal) de Steven Spielberg
- 2004 : Braquage à New York (Henry's Crime) de Malcolm Venville
- 2018 : My Dinner with Hervé de lui-même

### Producteur délégué
- 1999 : The Big Tease de Kevin Allen
- 2008 : Anvil: The Story of Anvil (documentaire)  de lui-même
- 2004 : Henry's Crime de Malcolm Venville

## Distinctions

### Récompenses
- Festival international du film de Calgary 2008 : meilleur documentaire international pour Anvil: The Story of Anvil[10]
- Festival international du film de Chicago 2008 : Hugo d'argent pour Anvil: The Story of Anvil
- International Documentary Association 2009 : meilleur documentaire et meilleure musique pour Anvil: The Story of Anvil
- Evening Standard British Film Awards 2010 : meilleur documentaire pour Anvil: The Story of Anvil
- Independent Spirit Awards 2010 : meilleur documentaire pour Anvil: The Story of Anvil

### Nominations
- Directors Guild of America Awards 2010 : meilleur réalisateur d'un documentaire pour Anvil: The Story of Anvil[10]